# (Theme From) The Monkees
«(Theme From) The Monkees» (также выпускалась под названием «The Monkees (Theme)») — песня американской поп-рок-группы The Monkees из её одноимённого дебютного альбома. Международный релиз сингла с песней «Mary, Mary» на стороне «Б» состоялся в феврале 1967 года, однако ещё в 1966 году эта песня была выпущена в Мексике с песней «Gonna Buy Me a Dog» на стороне «Б», а также в Чили с песней «Last Train to Clarksville».
Фрагмент из песни был использован в качестве вступительной композиции к сериалу «The Monkees».
Ирландская рок-группа The Thrills сделала отсылку к данной композиции в своей песне «Big Sur» 2003 года.

## Позиции в чартах
| Страна    | Организация       | Позиция |
| --------- | ----------------- | ------- |
| Австралия | ARIA Charts       | 1       |
| США       | Billboard         | 5       |
| Дания     | Tracklisten       | 3       |
| Швеция    | Sverigetopplistan | 3       |
| Норвегия  | VG-lista          | 1       |
| Мексика   | AMPROFON          | 2       |
| Чили      |                   | 4       |
| Япония    | Oricon            | 1       |

## В записи участвовали
- Микки Доленц — вокал
- Томми Бойс — бэк-вокал
- Бобби Харт — бэк-вокал, орган
- Уэйн Эрвин — бэк-вокал, гитара
- Рон Хиклин — бэк-вокал
- Джерри МакГи — гитара
- Луи Шелтон — гитара
- Ларри Тэйлор — бас-гитара
- Билли Льюис — ударные
- Джин Эстес — тамбурин